# NGC 5084
NGC 5084 is een lensvormig sterrenstelsel in het sterrenbeeld Maagd. Het hemelobject werd op 10 maart 1785 ontdekt door de Duits-Britse astronoom William Herschel.

## Synoniemen
- ESO 576-33
- MCG -4-32-4
- PGC 46525